# Halichoeres richmondi
Halichoeres richmondi Fowler & Bean, 1928 è un pesce di acqua salata appartenente alla famiglia Labridae.

## Distribuzione e habitat
Proviene dalle barriere coralline dell'oceano Pacifico, in particolare da Palau, Isole Ryukyu, Giava, Filippine, Kwajalein, Molucche e Pohnpei. Nuota in zone ricche di coralli, costiere, caratterizzate in particolare da Alcyonacea, fino a 20 m di profondità.

## Descrizione
Presenta un corpo leggermente compresso sui lati, allungato e con la testa dal profilo particolarmente appuntito. La lunghezza massima registrata è di 19 cm.
Nei maschi adulti la colorazione è prevalentemente verdastra, con diverse strisce sottili blu orizzontali che partono dalla testa rossastra e terminano sulla pinna caudale. Quest'ultima ha il bordo blu, come le altre pinne. La pinna anale non è particolarmente alta; nei giovani e negli esemplari femminili è gialla. Le femmine presentano inoltre macchie scure sul peduncolo caudale e sulle pinne.

## Comportamento
Talvolta nuota in gruppi composti da pochi esemplari.

## Conservazione
Questa specie viene talvolta catturata per essere allevata in acquario ed è diffusa in diverse aree marine protette, quindi viene classificata come "a rischio minimo" (LC) dalla lista rossa IUCN perché non sembra essere minacciata da particolari pericoli.